# Schönwald (Bawaria)
Schönwald – miasto w Niemczech, w kraju związkowym Bawaria, w rejencji Górna Frankonia, w regionie Oberfranken-Ost, w powiecie Wunsiedel im Fichtelgebirge. Leży w Smreczanach, przy autostradzie A9, drodze B15 i linii kolejowej Hof – Selb.
Miasto położone jest 19 km na północny wschód od Wunsiedel, 18 km na południowy wschód od Hof i 45 km na północny wschód od Bayreuth.

## Historia
Pierwsze wzmianki o zasiedleniu się ludzi na tym terenie pochodzą z XII wieku. Schönwald w latach 1412–1791 był w posiadaniu szlachty z Norymbergi a następnie przeszło w posiadanie władców Księstwa Bayreuth, kolejno Ansbach-Bayreuth i wraz z księstwem trafił w 1791 pod władania pruskie. W 1810 po Traktacie tylżyckim miejscowość znajdowała się w granicach Królestwa Bawarii. Gmina uzyskała prawa targowe w 1938 a prawa miejskie 17 maja 1954.

## Demografia
| Rok  | Liczba mieszk. |
| 2004 | 3753           |
| 2006 | 3635           |

## Współpraca
Miejscowość partnerska:
- Pusignan, Francja od 1984

Miasto jest także członkiem zawiązku partnerskiego Freunde im Herzen Europas (pol. Przyjaźń w Sercu Europy) zrzeszającego miasta i gminy Czech i Niemiec.

## Zabytki i atrakcje
- Porzellanfabrik Schönwald - fabryka porcelany z ponad 125-letnią tradycją